# Myoictis melas
Myoictis melas é uma espécie de marsupial da família Dasyuridae. Endêmica da Nova Guiné.
- Nome Popular: Dasyuro-listrado-comum

- Nome Científico: Myoictis melas (Müller, 1840)

- Sinônimo do nome científico da espécie: Phascogalea thorbeckiana; Chaetocercus bruijnii; Phascogale pilicauda;

## Características
Ao contrário de outras espécies do gênero esta tem o pelo mais denso com uma pena na ponta da cauda. A cor do pelo é muito variavel, exceto (comum) a forma melanistica sempre possui três listras no dorso, a pelagem é geralmente branca ou vermelha no meio das listras. Nas orelhas e na nuca é muitas vezes tem uma mancha vermelha. Mede cerca de 19–24 cm de comprimento e  pesa cerca de 180-255 gramas. As femeas possui oito tetas;

## Hábitos alimentares
Alimentam-se de pequenos mamiferos, aves, insetos, répteis e anfíbios;

## Habitat
Vive em florestas de várzeas;

## Distribuição Geográfica
Nova Guiné;

## Subespécies
- Subespécie: Myoictis melas bruijni? (Peters, 1875)

Sinônimo do nome científico da subespécie: Chaetocercus bruijnii;
Nota: Considerado sinônimo de Myoictis melas por alguns autores;
Local: Andai, Montanhas Arfak;
- Subespécie: Myoictis melas buergersi? (Stein, 1932)

Sinônimo do nome científico da subespécie: Phascogale melas buergersi;
Nota: Considerado sinônimo de Myoictis melas por alguns autores;
Local: Rio April, Meanderberg;
- Subespécie: Myoictis melas melas (Müller, 1840)

Local: Ilha Aru;
- Subespécie: Myoictis melas pilicauda? (Peters e Doria, 1881)

Sinônimo do nome científico da subespécie: Phascogale pilicauda;
Nota: Considerado sinônimo de Myoictis melas por alguns autores;
Local: Rio Fly;
- Subespécie: Myoictis melas senex? (Stein, 1932)

Sinônimo do nome científico da subespécie: Phascogale melas senex;
Nota: Considerado sinônimo de Myoictis melas por alguns autores;
Local: Região de Weyland;
- Subespécie: Myoictis melas thorbeckiana? (Schlegel, 1866)

Sinônimo do nome científico da subespécie: Phascogalea thorbeckiana;
Nota: Considerado sinônimo de Myoictis melas por alguns autores;
Local: Ilha Salawati;